# Giovanni Codrington
Giovanni Codrington (Países Bajos, 17 de julio de 1988) es un atleta holandés, especialista en la prueba de 4 x 100 m en la que llegó a ser campeón europeo en 2012.

## Carrera deportiva
En el Campeonato Europeo de Atletismo de 2012 ganó la medalla de oro en los relevos 4 x 100 metros, con un tiempo de 38.34 segundos, llegando a la meta por delante de Alemania (plata) y Francia (bronce), siendo sus compañeros de equipo: Churandy Martina, Brian Mariano y Patrick van Luijk.